# Valódi szágópálma
A valódi szágópálma (Metroxylon sagu) az egyszikűek (Liliopsida) osztályának pálmavirágúak (Arecales) rendjébe, ezen belül a pálmafélék (Arecaceae) családjába tartozó faj.

## Előfordulása
A valódi szágópálma Délkelet-Ázsiában és a Csendes-óceán térségében terjedt el; őshazája a Maluku-szigetek és Pápua Új-Guinea. Ezt a növényt betelepítették Indiába és Szamoára.

## Megjelenése
Felálló törzsű, legfeljebb 20 méter magas fa. Kultúrában magassága ritkán haladja meg a 10 métert. Törzse vastag, felső részén idős levelek széles-háromszögű maradványai borítják. A levélnyél körülbelül feleolyan hosszú vagy hosszabb, mint a szárnyalt rész, olykor sötét sorokat képező tövisekkel. Az igen nagy virágzat a levélüstök felett nő. Levele szárnyalt, 5-7 méter hosszú és többnyire mereven feltörő. Az alsó levélkék lazábban állnak és jobban szétterjeszkednek, a felsők sűrűbben helyezkednek el, és inkább a levél csúcsa felé irányulnak. A 0,5-1 centiméteres virágok tömegesen, egyetlen óriási, nagyon szabályosan elágazó virágzatban nyílnak. Gömbölyded vagy tojás alakú termését sárgásbarna pikkelyek borítják sűrűn; hossza elérheti a 8 centimétert.

## Felhasználhatósága
A szágópálma nagyon gyorsan nő, és törzsében sok keményítőt tárol. Ezért a Csendes-óceán nyugati térségében sok helyütt alapvető élelmiszer. Felhasználásához a törzseket ledöntik, a bélrészt felaprítják, a keményítőt vízzel kiáztatják. Ha a keményítőpépet rostán keresztül forró bádoglemezre csepegtetik, úgynevezett gyöngyszágó keletkezik. A fákat körülbelül tízéves korukban vágják ki, mivel nagyon rövid életűek.
Levele értékes tetőfedő anyag. Körülbelül hét évig tart ki, tovább, mint a legtöbb más anyag.

## Életmódja
Többnyire mocsaras helyeken él. 10-15 éves korában virágzik, és utána a törzs elpusztul, de a növény tősarjakkal túlélhet.

## Képek

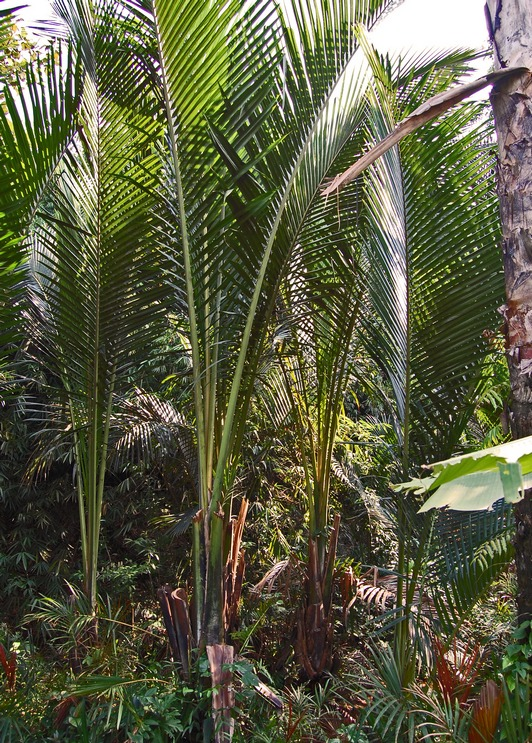
A növény
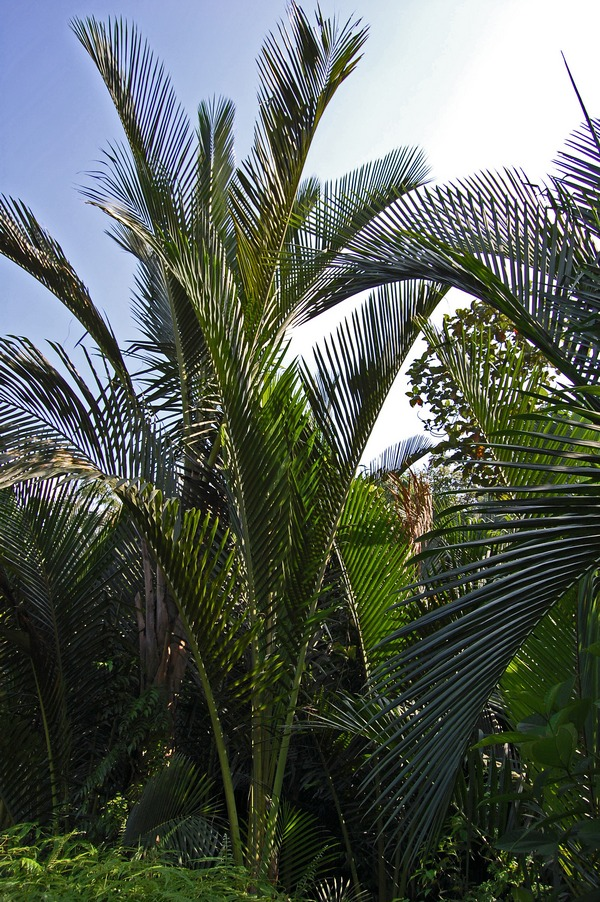
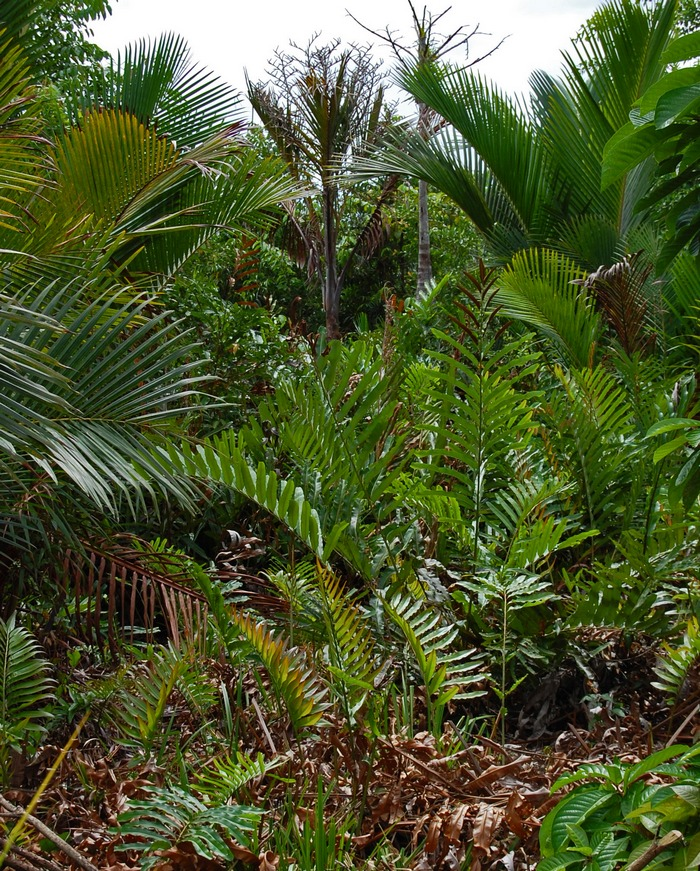
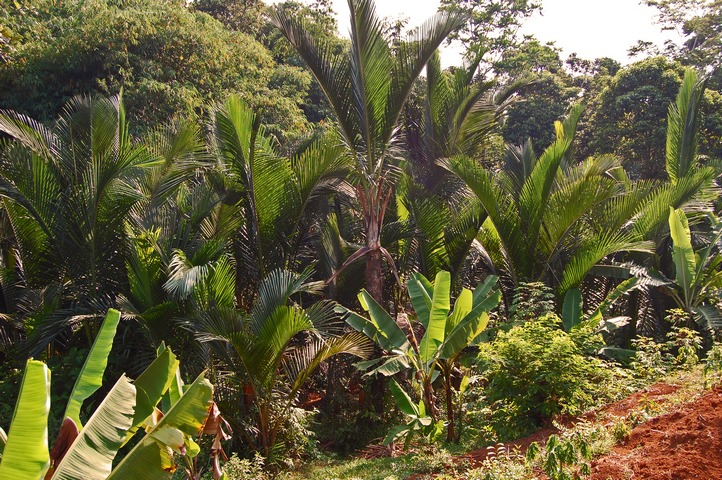
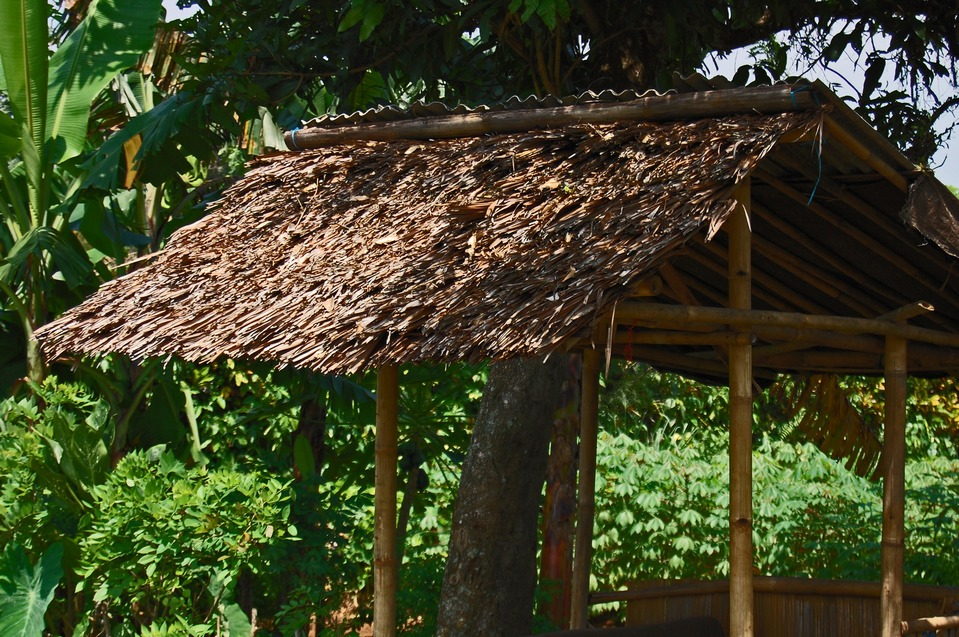
Valódi szágópálmából készült tető
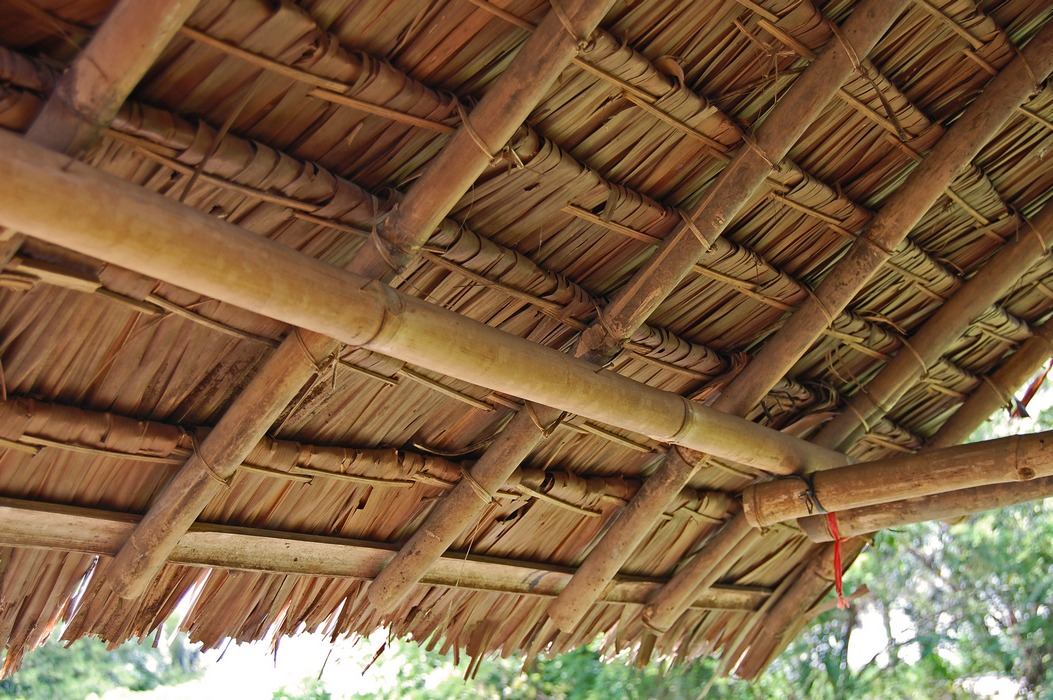
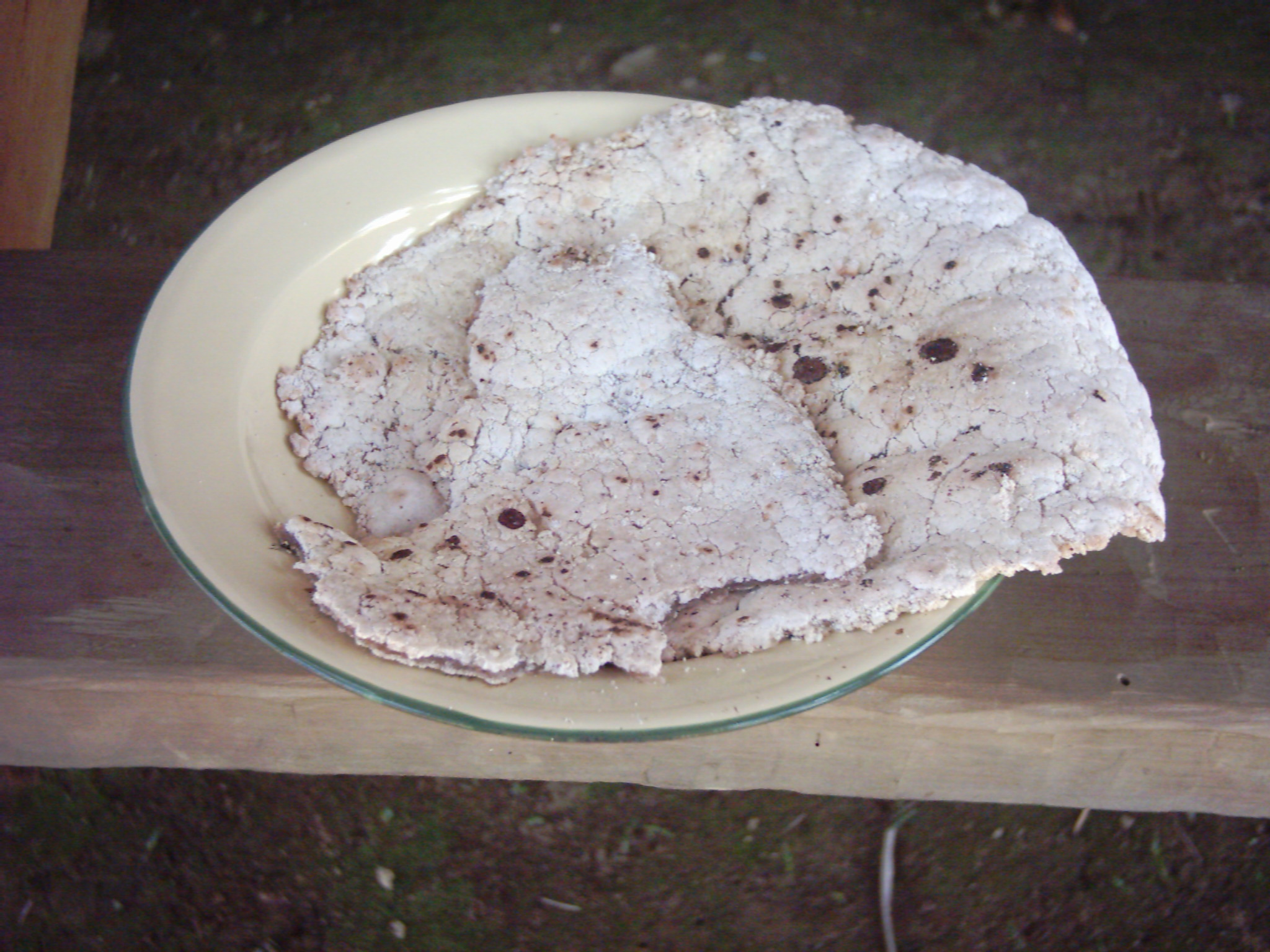
Termékek a valódi szágópálmából
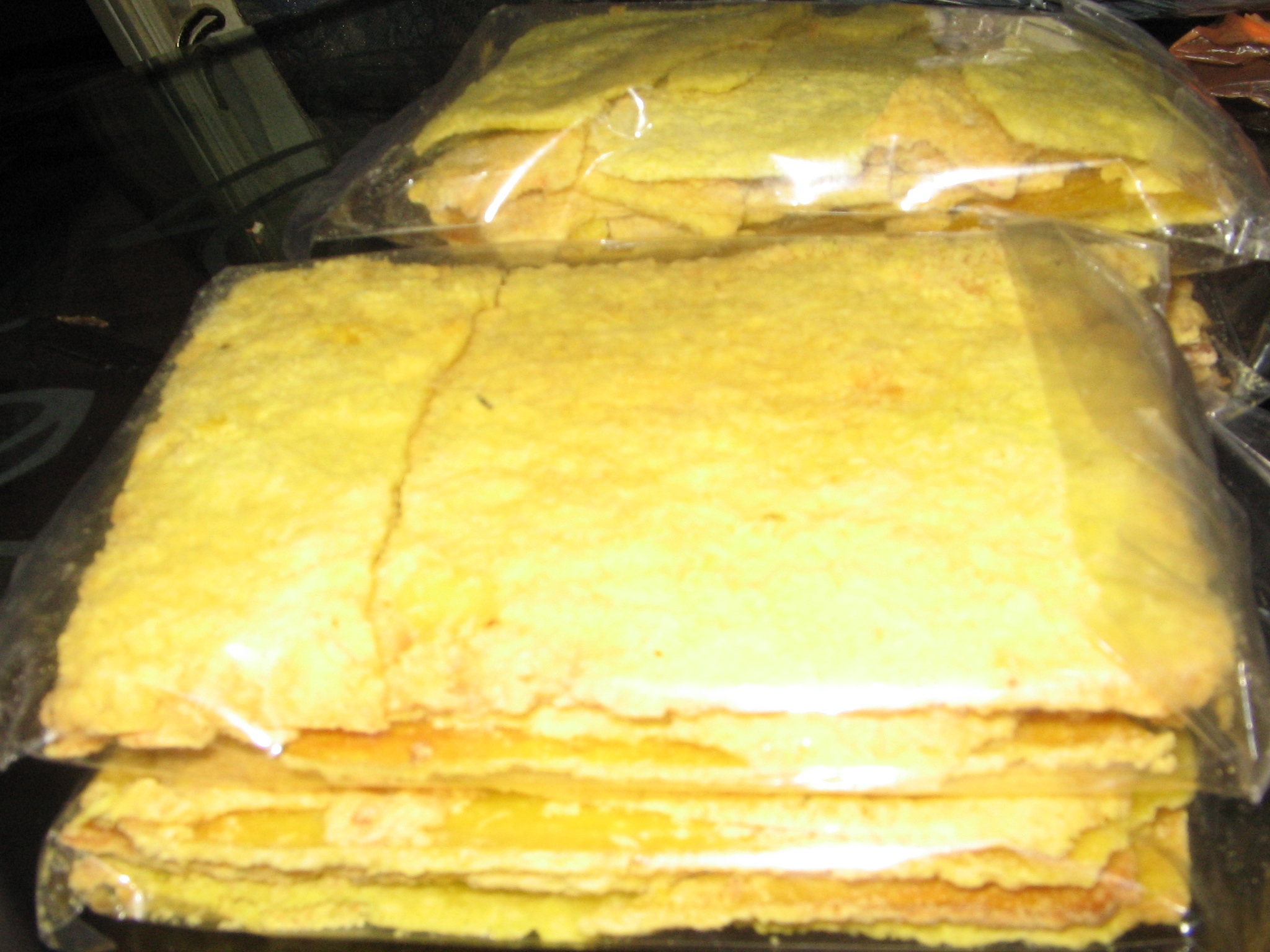
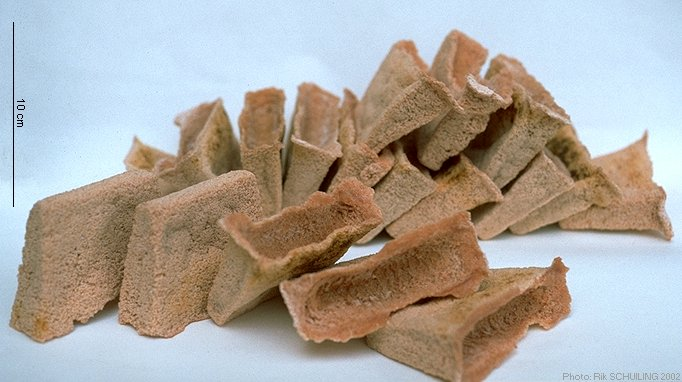
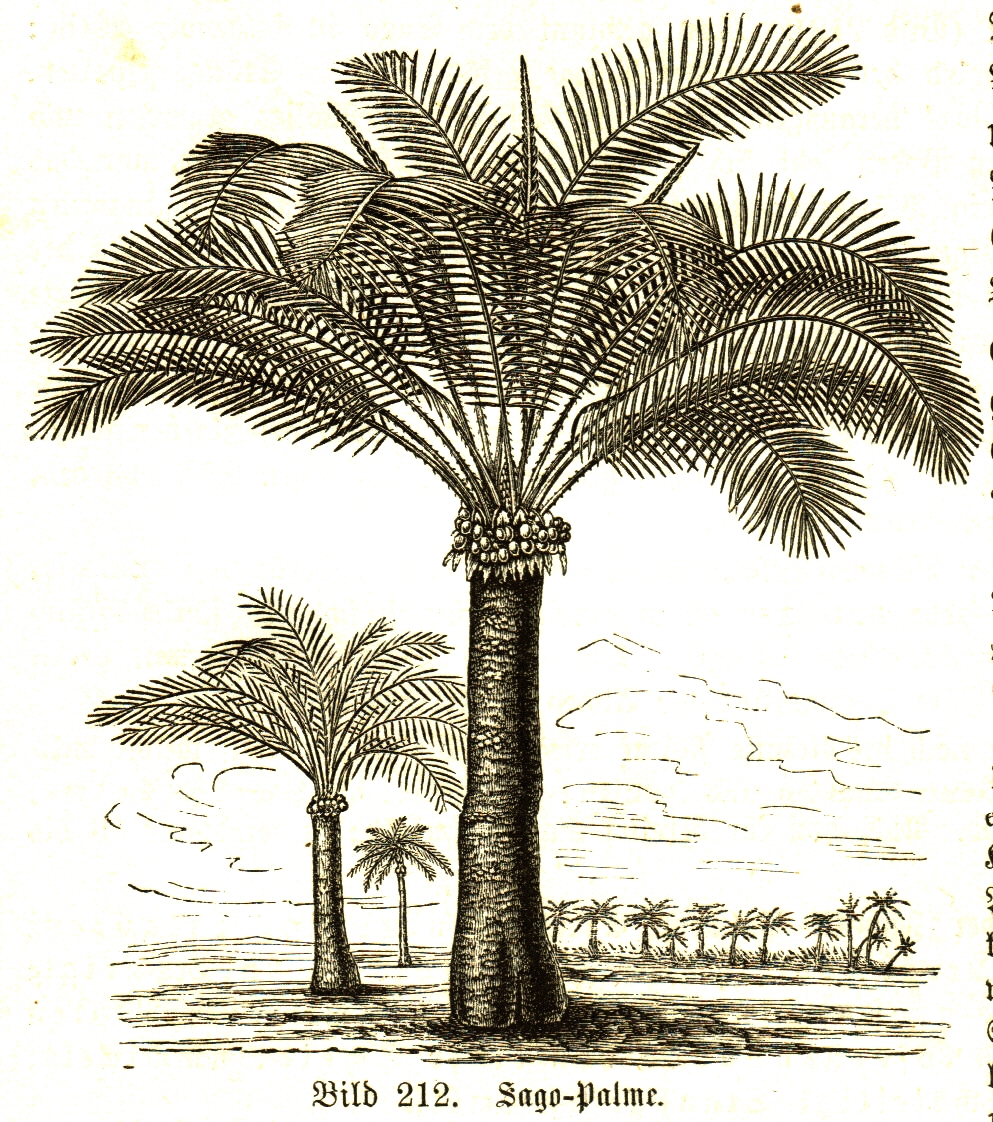
Rajz a növényről